# Ново Село (Чашка)
Ново Село (мкд. Ново Село) је насеље у Северној Македонији, у средишњем државе. Ново Село припада општини Чашка.

## Географија
Ново Село је смештено у средишњем делу Северне Македоније. Од најближег већег града, Велеса, насеље је удаљено 20 km југозападно.
Насеље Ново Село се налази у историјској области Азот. Насеље је смештено изнад долине реке Бабуне. Западно од насеља издиже се планина Јакупица. Надморска висина насеља је приближно 390 метара.
Месна клима је континентална.

## Становништво
Ново Село је према последњем попису из 2021. године било без становника.